# 熊本市立熊本五福幼稚園
熊本市立熊本五福幼稚園（くまもとしりつ くまもとごふくようちえん）は、熊本県熊本市中央区魚屋町にあった公立幼稚園。

## 沿革
- 1889年（明治20年） - 紺屋今町に熊本幼稚園設立（熊本県内で最も古い幼稚園）[1][2]
- 1898年（明治29年） - 魚屋町に五福幼稚園設立[1][2]
- 1983年（昭和58年） - 熊本幼稚園と五福幼稚園が統合し、熊本五福幼稚園となる。「ことばの治療教室」（言語治療学級）が九州で初めて付設される[1][2]
- 2018年（平成30年） - 学校法人熊本YMCA学園に移譲され、市立幼稚園としては廃園。YMCA熊本五福幼稚園となる。